# クレール・H・ビショップ
クレール・H・ビショップ（Claire Huchet Bishop、1899年 – 1993年3月11日）は、アメリカ合衆国の児童文学作家、図書館員。

## 略歴
出生地はフランス、もしくはスイスのジュネーヴ。パリ大学を中退し、1924年にフランスで最初の児童図書館(L'Heure Joyeuse)を開設した。米国のピアニストだったフランク・ビショップと結婚後、渡米、ニューヨーク公共図書館に勤めた。カトリックの護教論者で、反ユダヤ主義を批判した。

## シナの五にんきょうだい
代表作『シナの五にんきょうだい』は、1961年に日本語訳が出版されて以来、専門家から高い評価を受けるとともに子供の人気を集めてきた。1970年代になると米国で批判が起き、
1. 細長の目や辮髪など、中国人を戯画化して描いている
2. 米国社会が中国からの移民労働者に強制した服装が描かれている

などと問題視された。
日本でも「シナ（支那）」という言葉の背景には侵略と差別の歴史があるといって問題視する意見が出てきたため、福音館書店は1978年に重版を中止した。のち1995年に瑞雲舎が新訳で再刊した。

## 受賞歴
- 1948年 - "Pancakes-Paris" でニューベリー賞次点
- 1952年 - "Twenty and Ten" でジョゼット・フランク賞(Josette Frank Award)
- 1954年 - "All Alone" でニューベリー賞次点

## 著作

### 児童書
- 1938 The Five Chinese Brothers （絵：Kurt Wiese）
  - 『シナの五にんきょうだい』
    - 石井桃子訳、福音館書店、1961
    - 川本三郎訳、瑞雲舎、1995
- 1940 The King's Day （絵：Doris Spiegel）
- 1941 The Ferryman
- 1942 The Man Who Lost His Head （絵：Robert McCloskey）
  - 『あたまをなくしたおとこ』もりうちすみこ訳、瑞雲舎、2011
- 1945 Augustus
- 1947 Pancakes-Paris
- 1948 Blue Spring Farm
- 1950 Christopher The Giant
- 1952 Bernard & His Dogs
- 1952 Twenty and Ten （あるいはThe Secret Cave）
  - 『二十人と十人』山田純一訳、ポプラ社、1969
- 1953 All Alone （絵：Feodor Rojankovsky）
- 1954 Martin de Porres, Hero
- 1955 Big Loop
- 1956 Happy Christmas Tales for Boys and Girls
- 1957 Toto's Triumph （絵：Kurt Wiese）
  - 『トトの大てがら』光吉夏弥訳、荻太郎絵、岩波書店、1968
- 1960 Lafayette: French-American Hero （絵：Maurice Brevannes）
- 1961 A Present from Petros
- 1964 Twenty-Two Bears
- 1966 Yeshu, Called Jesus
- 1966 French Roundabout
- 1968 Mozart: Music Magician
- 1971 The Truffle Pig (絵：Kurt Wiese)
- 1972 Johann Sebastian Bach:  Music Giant
- 1973 Georgette

### 大人向け
- 1947 France Alive
- 1950 All Things Common
- 1950 Boimondau: A French Community of Work
- 1971 Jesus and Israel Jules Isaac
- 1974 How Catholics look at Jews: Inquiries Into Italian, Spanish, and French Teaching Materials

## 引用句
- "Government is too big and too important to be left to the politicians." [5]
- "Those who marry to escape something usually find something else." [6]